# Нодар Кумариташвили
Нодар Кумариташвили (на грузински:ნოდარ ქუმარიტაშვილი) е грузински състезател по спортни шейни, 44-ти в света.
Умира часове преди официалната церемония по откриването на зимните олимпийски игри във Ванкувър, Канада. По време на тренировка той излита над защитната стена на трасето и удря главата си в метален стълб. Оказана му е първа помощ на място, след което е откаран в болница, където умира час по-късно, без да дойде в съзнание.
Грузинската делегация участва на откриването с черни ленти на ръкава и черни шалове. Паметта на Нодар Кумариташвили е почетена с едноминутно мълчание.